# Luke Treadaway
Luke Antony Newman Treadaway (Exeter, 10 settembre 1984) è un attore britannico.

## Biografia
Nasce ad Exeter, nel Devon, e cresce a Sandford insieme al padre, un architetto, la madre, una maestra delle scuole elementari e i due fratelli: Sam Treadaway, un artista, e il fratello gemello Harry Treadaway, anch'egli attore. Frequenta il Queen Elizabeth's Community College a Crediton e da adolescente suona la chitarra in una band chiamata "Lizardsun" formata insieme al fratello Harry, Matt Conyngham e Seth Campbell.
Sempre insieme al fratello gemello è membro del National Youth Theatre e nel 2006 si laurea alla London Academy of Music and Dramatic Art. Durante gli studi recita in alcune produzioni teatrali e nel 2005, lui e Harry interpretano due gemelli siamesi nel falso documentario Brothers of the Head. Conclusi gli studi recita nella serie televisiva della BBC The Innocence Project e appare nel film televisivo Clapham Junction nei panni di Theo, un quattordicenne omosessuale. Debutta a teatro in Saint Joan al Royal National Theatre, interpreta Albert in War Horse e, nel 2008, appare al Soho Theatre di Londra in Piranha Heights, un'opera di Philip Ridley. Recita, inoltre, in Cradle Me di Simon Vinnicombe al Finborough Theatre e, nel 2009, nuovamente insieme al fratello gemello Harry, interpreta Karl in Over There di Mark Ravenhill al Royal Court Theatre.
Nel 2009 recita in The Whistleblower a fianco di Rachel Weisz, Vanessa Redgrave e Monica Bellucci e, nel 2010, appare in Scontro tra titani, Heartless e nel video musicale dei The Script For the First Time. Nel 2011 interpreta Brewis in Attack the Block - Invasione aliena e, nello stesso anno, è protagonista in You Instead, un film indipendente scozzese girato durante il festival T in the Park del 2010. Nel 2012 interpreta Christopher Boone al Royal National Theatre nell'adattamento teatrale del romanzo di Mark Haddon Lo strano caso del cane ucciso a mezzanotte e riceve recensioni molto positive. Nel 2013 riveste i panni di Christopher all'Apollo Theatre e vince un Olivier Award come migliore attore.

## Filmografia

### Cinema
- Brothers of the Head, regia di Keith Fulton e Louis Pepe (2005)
- God's Wounds, regia di Wayne Holloway - cortometraggio (2007)
- Scratch, regia di Jakob Rørvik - cortometraggio (2008)
- Dogging: A Love Story, regia di Simon Ellis (2009)
- Viko, regia di Larysa Kondracki - cortometraggio (2009)
- Heartless, regia di Philip Ridley (2010)
- Scontro tra titani (Clash of the Titans), regia di Louis Leterrier (2010)
- Alice, regia di Marianne Elliott - cortometraggio (2010)
- The Whistleblower, regia di Larysa Kondracki (2010)
- Late Bloomers, regia di Julie Gavras (2011)
- You Instead, regia di David Mackenzie (2011)
- Attack the Block - Invasione aliena (Attack the Block), regia di Joe Cornish (2011)
- Killing Bono, regia di Nick Hamm (2011)
- Man in Fear, regia di Will Jewell - cortometraggio (2011)
- Bella giornata per un matrimonio (Cheerful Weather for the Wedding), regia di Donald Rice (2012)
- St George's Day, regia di Frank Harper (2012)
- Wasteland, regia di Rowan Athale (2012)
- Get Lucky, regia di Sacha Bennett (2013)
- Unbroken, regia di Angelina Jolie (2014)
- A spasso con Bob (A Street Cat Named Bob), regia di Roger Spottiswoode (2016)
- Natale con Bob (A Gift from Bob), regia di Charles Martin Smith (2020)

### Televisione
- The Innocence Project – serie TV, 8 episodi (2006-2007)
- Clapham Junction, regia di Adrian Shergold – film TV (2007)
- Mist: Sheepdog Tales – serie TV, 10 episodi (2008-2009)
- 13 Steps Down – miniserie TV (2012)
- Vicious – serie TV, 1 episodio (2015)
- Fortitude – serie TV, 20 episodi (2015-2017)
- The Hollow Crown: The Wars of the Roses – miniserie TV, 1 puntata (2016)
- The Nightmare Worlds of H. G. Wells – miniserie TV, 1 puntata (2016)
- Le due verità (Ordeal by Innocence) – miniserie TV, 3 puntate (2018)

## Teatro
- Santa Giovanna di George Bernard Shaw. National Theatre di Londra (2007)
- War Horse di Nick Stafford. National Theatre di Londra (2007)
- Piranha Heights di Philip Ridley. Soho Theatre di Londra (2008)
- Cradle Me di Simon Vinnicombe. Finborough Theatre di Londra (2008)
- Over There di Mark Ravenhill. Royal Court Theatre di Londra (2009)
- Lo strano caso del cane ucciso a mezzanotte di Simon Stephens. National Theatre di Londra (2012)
- Chi ha paura di Virginia Woolf? di Edward Albee. Harold Pinter Theatre di Londra (2017)
- Cabaret di Joe Masteroff, Fred Ebb e John Kander. Playhouse Theatre di Londra (2024)

## Riconoscimenti
- British Independent Film Awards
  - 2006 - Candidatura per la miglior promessa per Brothers of the Head (2005);

- Premio Laurence Olivier
  - 2013 - Laurence Olivier Award al miglior attore per Lo strano caso del cane ucciso a mezzanotte

## Doppiatori italiani
Nelle versioni in italiano dei suoi lavori, Luke Treadaway è stato doppiato da:
- Emiliano Coltorti in Attack the Block - Invasione aliena, Fortitude, A spasso con Bob, Natale con Bob
- Marco Vivio in Unbroken
- Davide Perino ne Le due verità
- Jacopo Castagna in Heartless